# Ranunculus argyraeus
Ranunculus argyraeus är en ranunkelväxtart som beskrevs av Pierre Edmond Boissier. Ranunculus argyraeus ingår i släktet ranunkler, och familjen ranunkelväxter. Inga underarter finns listade i Catalogue of Life.